# Henry Quiñónez
Henry Quiñónez (n. Santo Domingo, Ecuador; 22 de junio de 1993) es un futbolista ecuatoriano. Juega de defensa y su equipo actual es Deportivo Santo Domingo de la Segunda Categoría de Ecuador.

## Trayectoria
Empezó su carrera futbolística en el equipo camaratta en el año 2012, anteriormente se formó e hizo las formativas en su ciudad en escuelas de fútbol como Ticos Sport y Perugia 33, además de otros equipos como Colorados Jaipadida antes de pasar al Club Deportivo América desde 2008, la sub-14, la sub-16, la sub-18. Luego pasó por la Universidad Católica, que en esa época disputaba la Serie B, estuvo en la sub-20 y luego en el equipo principal.
En 2013 estuvo seis meses a préstamo en el equipo de reserva de Sociedad Deportiva Aucas, volvió a Católica para en 2014 ser cedido al América de Quito que jugaba en la Segunda Categoría de Pichincha y los zonales de ascenso. En 2015 pasó a otro equipo de Segunda Categoría, el San Antonio Fútbol Club de la provincia de Imbabura, permaneció toda la temporada en dicho club incluyendo el torneo provincial y la fase zonal.
Para 2016 llega al Manta Fútbol Club y marcó su primer gol en torneos nacionales el 22 de junio de 2016 en la fecha 17 del torneo, convirtió el gol del empate ante Espoli como visitante por 1–1. Al final de la campaña en total encajó seis goles. Su buena actuación en Manta lo llevaron a ser fichado por Liga Deportiva Universitaria de la Serie A.
Bajo el mando de Gustavo Munúa tuvo su debut en el primer equipo en la máxima categoría del fútbol ecuatoriano el 5 de marzo de 2017, en el partido de la fecha 5 de la primera etapa 2017 ante el Independiente del Valle, fue titular aquel partido que terminó en empate 1–1. De ahí en más estuvo en la primera categoría de Ecuador, en 2018 volvió a Aucas y en 2019 fichó por Guayaquil City.
En 2020 firmó con El Nacional. A nivel internacional debutó con Liga en la Copa Sudamericana 2017 en el partido de la primera fase ante Defensor Sporting de Uruguay, con el equipo militar disputó la edición 2020 del torneo local denominado LigaPro Serie A. 
En la temporada 2022 militó en Delfín Sporting Club de Manta, permaneció en el club cetáceo hasta el final del campeonato nacional jugando en total seis partidos. Para 2023 fue fichado por el nuevo ascendido a la Serie B de Ecuador, Cuniburo Fútbol Club de Pichincha.

## Estadísticas

### Clubes
Actualizado al último partido disputado el 12 de noviembre de 2023.
| Club                                   | Div.          | Temporada     | Liga  | Liga  | Copas nacionales | Copas nacionales | Copas internacionales | Copas internacionales | Total | Total |
| Club                                   | Div.          | Temporada     | Part. | Goles | Part.            | Goles            | Part.                 | Goles                 | Part. | Goles |
| -------------------------------------- | ------------- | ------------- | ----- | ----- | ---------------- | ---------------- | --------------------- | --------------------- | ----- | ----- |
| Universidad Católica · Ecuador         | 2.ª           | 2012          | 2     | 0     | Inexistentes     | Inexistentes     | Inexistentes          | Inexistentes          | 2     | 0     |
| Universidad Católica · Ecuador         | 1.ª           | 2013          | 0     | 0     | Inexistentes     | Inexistentes     | Inexistentes          | Inexistentes          | 0     | 0     |
| Universidad Católica · Ecuador         | Total club    | Total club    | 2     | 0     | 0                | 0                | 0                     | 0                     | 2     | 0     |
| América de Quito · Ecuador             | 3.ª           | 2012          | 13    | 0     | Inexistentes     | Inexistentes     | Inexistentes          | Inexistentes          | 13    | 0     |
| América de Quito · Ecuador             | 3.ª           | 2014          | 12    | 1     | Inexistentes     | Inexistentes     | Inexistentes          | Inexistentes          | 12    | 1     |
| América de Quito · Ecuador             | Total club    | Total club    | 25    | 1     | 0                | 0                | 0                     | 0                     | 25    | 1     |
| Aucas · Ecuador                        | 2.ª           | 2013          | 8     | 0     | Inexistentes     | Inexistentes     | Inexistentes          | Inexistentes          | 8     | 0     |
| Aucas · Ecuador                        | 1.ª           | 2018          | 21    | 2     | Inexistentes     | Inexistentes     | Inexistentes          | Inexistentes          | 21    | 2     |
| Aucas · Ecuador                        | Total club    | Total club    | 29    | 2     | 0                | 0                | 0                     | 0                     | 29    | 2     |
| San Antonio · Ecuador                  | 3.ª           | 2015          | 13    | 0     | Inexistentes     | Inexistentes     | Inexistentes          | Inexistentes          | 13    | 0     |
| San Antonio · Ecuador                  | Total club    | Total club    | 13    | 0     | 0                | 0                | 0                     | 0                     | 13    | 0     |
| Manta F. C. · Ecuador                  | 2.ª           | 2016          | 31    | 6     | Inexistentes     | Inexistentes     | Inexistentes          | Inexistentes          | 31    | 6     |
| Manta F. C. · Ecuador                  | Total club    | Total club    | 31    | 6     | 0                | 0                | 0                     | 0                     | 31    | 6     |
| Liga Deportiva Universitaria · Ecuador | 1.ª           | 2017          | 9     | 1     | Inexistentes     | Inexistentes     | 2                     | 0                     | 11    | 1     |
| Liga Deportiva Universitaria · Ecuador | Total club    | Total club    | 9     | 1     | 0                | 0                | 2                     | 0                     | 11    | 1     |
| Guayaquil City · Ecuador               | 1.ª           | 2019          | 11    | 0     | —                | —                | Inexistentes          | Inexistentes          | 11    | 0     |
| Guayaquil City · Ecuador               | Total club    | Total club    | 11    | 0     | 0                | 0                | 0                     | 0                     | 11    | 0     |
| El Nacional · Ecuador                  | 1.ª           | 2020          | 6     | 0     | —                | —                | Inexistentes          | Inexistentes          | 6     | 0     |
| El Nacional · Ecuador                  | Total club    | Total club    | 6     | 0     | 0                | 0                | 0                     | 0                     | 6     | 0     |
| Orense · Ecuador                       | 1.ª           | 2021          | 12    | 0     | —                | —                | Inexistentes          | Inexistentes          | 12    | 0     |
| Orense · Ecuador                       | Total club    | Total club    | 12    | 0     | 0                | 0                | 0                     | 0                     | 12    | 0     |
| Delfín S. C. · Ecuador                 | 1.ª           | 2022          | 4     | 0     | 2                | 0                | —                     | —                     | 6     | 0     |
| Delfín S. C. · Ecuador                 | Total club    | Total club    | 4     | 0     | 2                | 0                | 0                     | 0                     | 6     | 0     |
| Cuniburo · Ecuador                     | 2.ª           | 2023          | 4     | 0     | 0                | 0                | —                     | —                     | 4     | 0     |
| Cuniburo · Ecuador                     | Total club    | Total club    | 4     | 0     | 0                | 0                | 0                     | 0                     | 4     | 0     |
| Gualaceo S. C. · Ecuador               | 1.ª           | 2023          | 9     | 0     | 0                | 0                | —                     | —                     | 9     | 0     |
| Gualaceo S. C. · Ecuador               | Total club    | Total club    | 9     | 0     | 0                | 0                | 0                     | 0                     | 9     | 0     |
| Total carrera                          | Total carrera | Total carrera | 155   | 10    | 2                | 0                | 2                     | 0                     | 159   | 10    |
| 1. 2.                                  |               |               |       |       |                  |                  |                       |                       |       |       |